# Varissaari (ö i Kajanaland, Kehys-Kainuu, lat 64,65, long 27,37)
Varissaari är en ö i Finland. Den ligger i sjön Iso Laamanen och i kommunen Puolango i den ekonomiska regionen  Kehys-Kainuu  och landskapet Kajanaland, i den centrala delen av landet, 500 km norr om huvudstaden Helsingfors. Öns area är 0,1 hektar och dess största längd är 50 meter i öst-västlig riktning.